# Armorloricus elegans
Espèce
Armorloricus elegans est une espèce de loricifères de la famille des Nanaloricidae.

## Distribution
Cette espèce a été découverte à Roscoff au Finistère en France dans l'océan Atlantique Nord. 

## Publication originale
- Kristensen & Gad, 2004 : Armorloricus, a new genus of Loricifera (Nanaloricidae) from Trezen ar Skoden (Roscoff, France). Cahiers de Biologie Marine, vol. 45, n. 2, p. 121-156.